# Pobeda (Tula)
|  | Per a altres significats, vegeu «Pobeda». |

Pobeda (en rus: Победа) és un poble (un possiólok) de l'óblast de Tula, a Rússia, segons el cens del 2010 tenia 344 habitants.